# Thespis parva
Thespis parva es una especie de mantis de la familia Thespidae.

## Distribución geográfica
Se encuentra en Brasil, Colombia, Paraguay y Venezuela.